# Marcel Azzola
Marcel Azzola (10. července 1927 Paříž – 21. ledna 2019 Villennes-sur-Seine) byl francouzský akordeonista a bandoneonista. 
Narodil se ve 20. pařížském obvodu v rodině pocházející z lombardského městečka Pradalunga, která do Francie uprchla před Mussolinim. Jeho otec pracoval na stavbě a ve volném čase vedl mandolínový soubor. Azzolovy děti se věnovaly hudbě od raného dětství a Marcel již v jedenácti letech vystupoval jako profesionální akordeonista. Hrál v kavárnách a barech, ale také se věnoval angažovanému umění s orchestrem listu L'Humanité. Pod vlivem osobností jako Attilio Bonhommi, Médard Ferrero nebo Geo Daly zařadil do svého repertoáru také jazz a klasickou hudbu a vyvrátil tak pověst akordeonu jako nástroje vhodného pouze pro taneční zábavy.
V roce 1949 vydal svoji první desku se skladbou „Mademoiselle de Paris“ a v roce 1954 mu byla udělena Velká cena Crosovy akademie. Stal se učitelem hudby na Conservatoire à rayonnement départemental Paris-Saclay a zasloužil se o zavedení výuky hry na akordeon jako studijního oboru na Conservatoire national supérieur de musique et de danse de Paris. Byl také sběratelem historických hudebních nástrojů. Doprovázel Édith Piaf v písni „Sous le ciel de Paris“, Jacquese Brela v písni „Vesoul“ a Stana Getze v písni „Mort D'un Pourri“. Nahrál hudbu pro filmy Můj strýček, Jeden hot a druhý čehý a The Great Rock 'n' Roll Swindle. Spolupracoval s Tootsem Thielemansem, Antonellem Salisem, Georgesem Arvanitasem, Patrice Caratinim a Stéphane Grappellim. Na festivalu Midem v Cannes si zahrál i s Yehudi Menuhinem. Často vystupoval s klavíristkou Linou Bossattiovou, která se po předčasné smrti Azzolovy manželky stala také jeho životní partnerkou. Vydal knihu vzpomínek nazvanou Chauffe Marcel. V roce 2007 mu byl udělen Řád umění a literatury.